# 15. helikopterski bataljon Slovenske vojske
15. helikopterski bataljon Slovenske vojske (kratica 15. HEB) je enota Slovenske vojske, ki združuje helikopterje; bataljon ima sedež v letalski bazi Slovenske vojske Brnik in je podrejen Poveljstvu sil Slovenske vojske.

## Zgodovina
Bataljon je bil ustanovljen 8. novembra 2004 z reorganizacijo 15. brigade vojnega letalstva Slovenske vojske.

## Poveljstvo
Poveljniki
- podpolkovnik Roman Hrovat (? - 16. julij 2010[1])
- major Branko Rek (16. julij 2010[1] - danes)

## Organizacija
- poveljstvo 15. HEB,
- helikopterski oddelek Bell 412,
- helikopterski oddelek AS 532 AL Cougar,
- letalsko-tehnična četa.

## Oprema
- 8 večnamenskih helikopterjev Bell 412
- 4 večnamenski helikopterji AS 532 AL Cougar